# Suche Łany
Suche Łany – część miasta Strzelce Opolskie, dawniej wieś położona w Polsce, województwie opolskim, w powiecie strzeleckim, w gminie Strzelce Opolskie.
Stanowi sołectwo w gminie Strzelce Opolskie.
W latach 1975–1998 miejscowość należała administracyjnie do województwa opolskiego.

## Nazwa
Topograficzny podręcznik Górnego Śląska z 1865 roku notuje zgermanizowaną nazwę Sucholohna oraz polskie pochodzenie nazwy: „Der name wird von der polnischen Bezeichung Suche łony (trockene Stellen) abgeleitet.”.

## Gospodarka

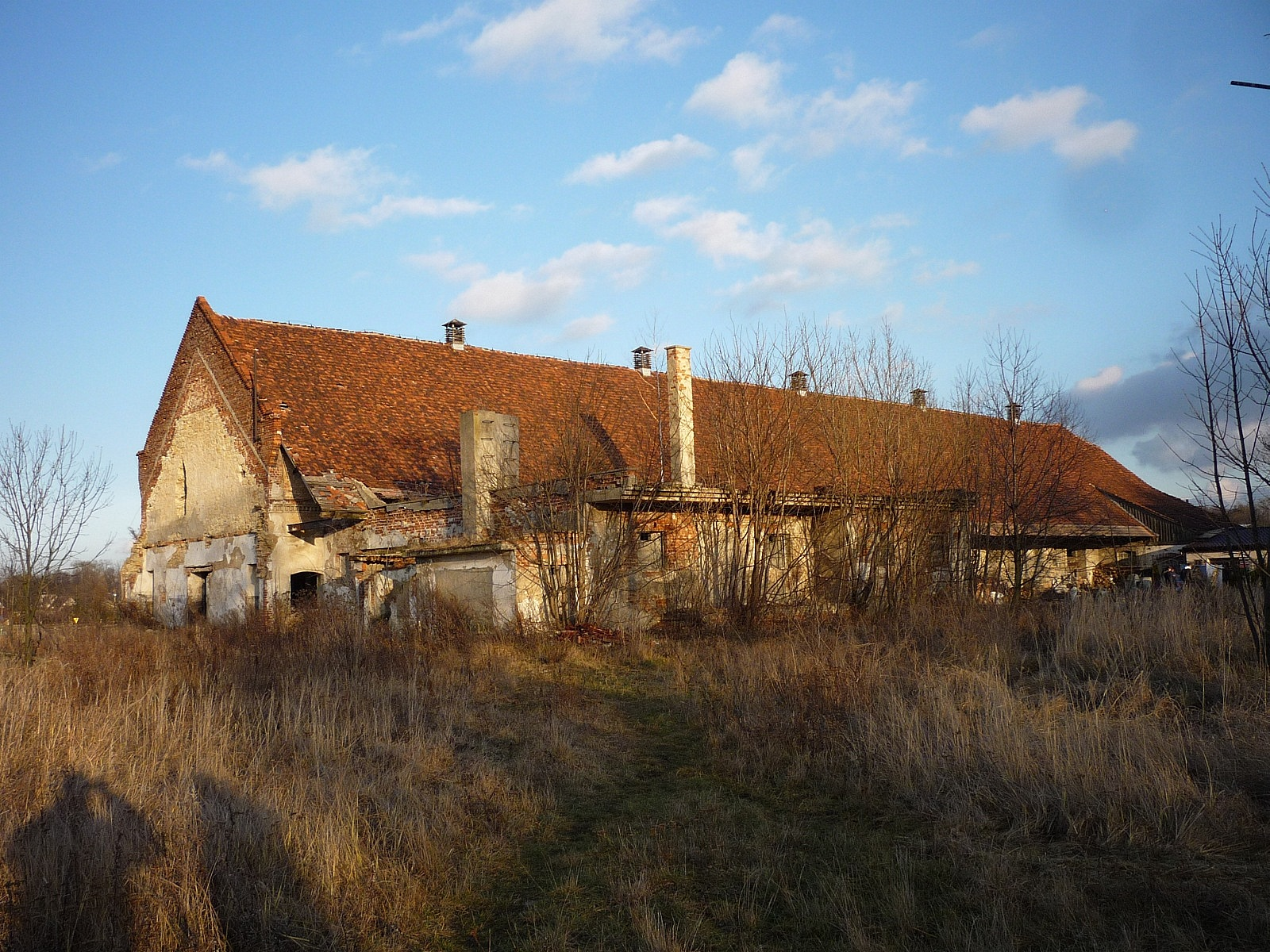
Dawna stadnina koni w Suchych Łanach

W części miasta działało Państwowe Gospodarstwo Rolne – Stadnina Koni Strzelce Opolskie, zlikwidowana w 1998 roku.